# Dom Hemingway
Dom Hemingway è un film del 2013 scritto e diretto da Richard Shepard, con protagonista Jude Law.

## Trama
Domingo 'Dom' Hemingway è un ladro scassinatore di casseforti rimasto in galera per dodici anni dopo un colpo, per essersi rifiutato di testimoniare contro i complici e il suo capo. Quando finalmente esce di prigione, la prima cosa che fa è cercare un suo ex amico che ha sposato la sua ex moglie – morta nel frattempo di tumore mentre era in galera – per massacrarlo di botte. Dopodiché si rifugia in un pub col suo amico Dickie, il quale gli fa sapere che il suo capo, Ivan Anatoli, gli ha mandato due escort come regalo e lo aspetta dopo tre giorni nel sud della Francia per dargli la parte di bottino che gli spetta. Dom passa quei tre giorni a recuperare gli anni perduti in galera, e quando parte per il viaggio con Dickie è distrutto da alcool e droga.
Quando arriva nella villa del ricco criminale russo, fa subito la conoscenza di Paolina, la sua misteriosa fidanzata. Ivan lo accoglie ringraziandolo per l'enorme sacrificio che ha sopportato pur di coprire lui e la banda, e gli dice che gli darà la sua parte di soldi. Dom, in preda alla sbornia gli urla contro e lo insulta pesantemente, chiedendogli oltre ai soldi che gli spettano, anche un regalo in più, per aver perso dodici anni di vita in cui non è potuto stare con sua moglie né con sua figlia Evelyn, all'epoca undicenne. Resosi conto dell'enorme sbaglio da lui fatto, Dom vaga nudo per la campagna circostante alla villa, ripetendosi di aver mandato tutto all'aria, di aver taciuto solo per poter recuperare quei soldi, che ormai vede perduti. Dickie lo rassicura dicendogli che Ivan è un uomo gentile, e che se si scuserà verrà perdonato.
Dopo poco i tre, insieme a Paolina, si ritrovano a cena, Dom si scusa davanti a tutti e Ivan lo perdona, lo porta nella sua stanza e gli dà il suo quarto di milione di sterline, più un altro mezzo milione come regalo. Dom, felicissimo, si dà alla pazza gioia insieme a loro e ad altre due escort, tra cui Melody, una ragazza dolce e un po' svampita. Decidono di fare un giro in macchina, ma essendo ubriachi vanno a scontrarsi e si risvegliano poco dopo in un bosco. Ivan ha un parafango conficcato nello stomaco, Paolina è sparita, e Melody giace in fin di vita. Dom si rende conto di dover subito andare a recuperare i soldi in villa, ma si ferma a soccorrere Melody, riportandola in vita con una respirazione bocca a bocca. Questa le dice che, avendole salvato la vita, il karma lo ripagherà con della fortuna quando ne avrà più bisogno. Dom ascolta scettico la ragazza, dopodiché corre verso la casa, dove Dickie aveva visto scappare Paolina. Una volta arrivato lì scopre quello che sospettava: la ragazza è fuggita coi suoi soldi. Correndo a perdifiato riesce a raggiungere l'auto di Paolina mentre va via, che gli dice solamente di aver rubato i soldi perché, dopo la morte di Ivan, non vuole rimanere povera. Dom, disperato e ferito, si presenta a casa di sua figlia, viene accolto dal compagno senegalese e da suo nipote, che insieme ai parenti si prendono cura di lui. Evelyn però è arrabbiata con lui e non vuole saperne, e gli dice che appena sarà in grado di stare in piedi dovrà andarsene per sempre.
Allontanato dalla figlia e senza soldi, Dom va a trovare Lestor, il figlio di un suo rivale in affari che alla morte del padre ha ereditato "l'attività", per chiedergli un lavoro. Lestor si ricorda di Dom e di quando quindici anni prima ha ucciso il suo gatto per fare un dispetto a suo padre, che odiava. Gli dice che non gli darebbe mai un lavoro per questo, ma che comunque ormai non è più lo scassinatore leggendario che era, perché, mentre si trovava in prigione, le casseforti sono diventate elettroniche. Dom riesce a strappargli una scommessa: riuscirà ad aprire la cassaforte di Lestor in dieci minuti, in caso contrario verrà evirato. Trovatosi nell'ufficio di Lestor, Dom tira fuori una mazza con cui fa a pezzi il muro in cui è incassata la cassaforte, e poi taglia i fili elettrici con cui è bloccata e che sono collegati al servizio di sicurezza. Poi prende a scuotere la cassaforte, che, essendo di poco pregio rispetto a ciò che i venditori avevano fatto capire a Lestor, si apre. In preda all'ira per essersi fatto imbrogliare, il ragazzo dice a Dom che ha aperto una cassaforte, ma non la sua – come da accordi – e quindi dovrà essere evirato. Dom capisce che ha sempre rispettato le regole e il codice d'onore dei criminali, ma che per questo non è mai riuscito a ottenere ciò che gli spettava.
Mentre sta per togliersi i pantaloni, il servizio di sicurezza fa irruzione e lui riesce a scappare. A corsa finita, Dom va a trovare sua figlia alla quale chiede di perdonarlo, ma lei è intransigente. Lui allora le chiede di vedersi sulla tomba di sua madre, che non è ancora andato a trovare, ma lei rifiuta. Il giorno dopo Dom è sdraiato sull'erba del cimitero e piange, chiedendo perdono a Keethy, la sua ex moglie, dicendo che non gli importa più dei soldi, vuole solo recuperare il rapporto con sua figlia. Mentre dice questo scorge suo nipote, e mano nella mano vanno da Evelyn che li aspetta all'entrata. Lei gli dà la possibilità di accompagnare il bambino a scuola il lunedì seguente, a patto che riesca a svegliarsi così presto, e, quindi, implicitamente, a cambiare vita.
Mentre passeggia per la città, Dom vede Paolina entrare in un ristorante con un uomo, le si avvicina e all'orecchio la minaccia di non parlare, e che la ucciderà per quello che gli ha fatto. Uscito dal ristorante sorridente tiene stretto in mano l'anello di diamanti che ha sfilato alla ragazza, consapevole che la fortuna è finalmente tornata dalla sua parte.

## Produzione
Le riprese del film iniziano il 12 ottobre 2012 e si sono svolte nel Regno Unito tra Londra, Chatham e i Pinewood Studios, e in Francia a Saint-Tropez.
Jude Law è dovuto ingrassare 13 kg per entrare nella parte di Dom Hemingway, bevendo dieci lattine di Coca-Cola al giorno.

## Distribuzione
Il film è stato presentato in anteprima mondiale l'8 settembre 2013 al Toronto International Film Festival.
La pellicola è stata distribuita nelle sale cinematografiche britanniche a partire dal 15 novembre 2013 e nelle sale statunitensi il 2 aprile 2014, mentre in Italia arriva il 29 maggio.